# XXX Cuerpo de Ejército (Reino Unido)

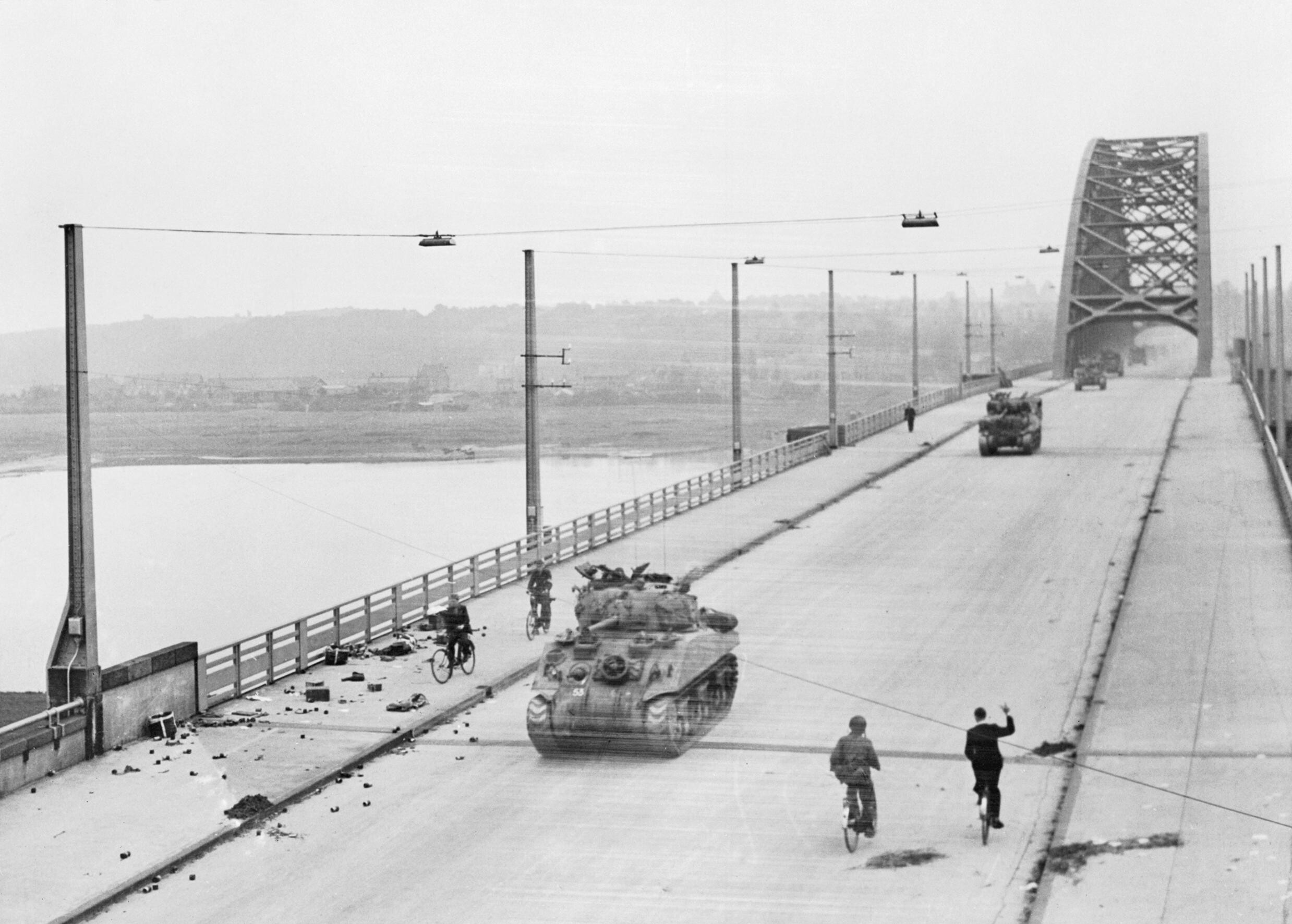
El XXX Cuerpo de Ejército británico atraviesa el puente de Nimega, durante la Operación Market Garden, en 1944.

El XXX Cuerpo de Ejército británico fue un cuerpo de ejército del Ejército británico (Reino Unido), durante la Segunda Guerra Mundial, que tomó parte tanto en operaciones de la campaña del norte de África como en operaciones en el Frente de Europa Occidental.
Su insignia era un jabalí saltando.
El XXX Cuerpo fue una pieza clave del ejército durante la campaña del desierto, en África del Norte, especialmente en la Operación Crusader, que fue el último intento británico por romper el sitio de Tobruk. Como resultado de esta operación, el XXX Cuerpo obligó a Erwin Rommel y su Afrika Korps a replegarse a El Agheila, en Libia central. En el contraataque de Rommel, el XXX Cuerpo se batió en retirada hacia El Alamein, donde mantuvieron la línea de defensa que el Afrika Korps no pudo romper en 1942. El ejército británico se alzó con la victoria en la batalla de El Alamein, el 4 de noviembre de ese año, y el XXX Cuerpo avanzó hasta Túnez, a donde llegaron en febrero de 1943. En los dos meses siguientes, el XXX Cuerpo consiguió que las fuerzas enemigas alemanas e italianas se rindieran en el norte de África.
En julio de 1943, el XXX Cuerpo fue enviado a invadir Sicilia, como parte del 8.º Ejército británico. Después de siete días de lucha, el XXX Cuerpo fue retirado del frente, para participar en la Operación Overlord, que invadiría Normandía un año después.
En el día D, en junio de 1944, el XXX Cuerpo desembarcó en la Playa de Gold, en Normandía. Rápidamente se deshizo de la defensa alemana, y avanzó hasta reunirse el 10 de junio con las tropas del Ejército de Estados Unidos que habían desembarcado en la Playa de Omaha. Tras la debacle del ejército alemán que siguió al desembarco de Normandía, el XXX Cuerpo avanzó a través de Bélgica, liberando Bruselas y Amberes.
Entusiasmado por los éxitos en Francia y Bélgica, el mariscal de campo Montgomery decidió establecer una cabeza de puente que ayudara al ejército aliado a cruzar el río Rin. El puente clave elegido fue el puente de Arnhem en los Países Bajos. El plan de Montgomery se materializó en la Operación Market Garden, autorizada por Eisenhower a finales de verano de 1944. El XXX Cuerpo, constituido por unos cincuenta mil hombres, fue el encargado de ejecutar el plan terrestre "Garden". Este plan consistía en liberar la ruta hasta Arnhem en tres o cuatro días, con apoyo de las unidades aerotransportadas estadounidenses y británicas.

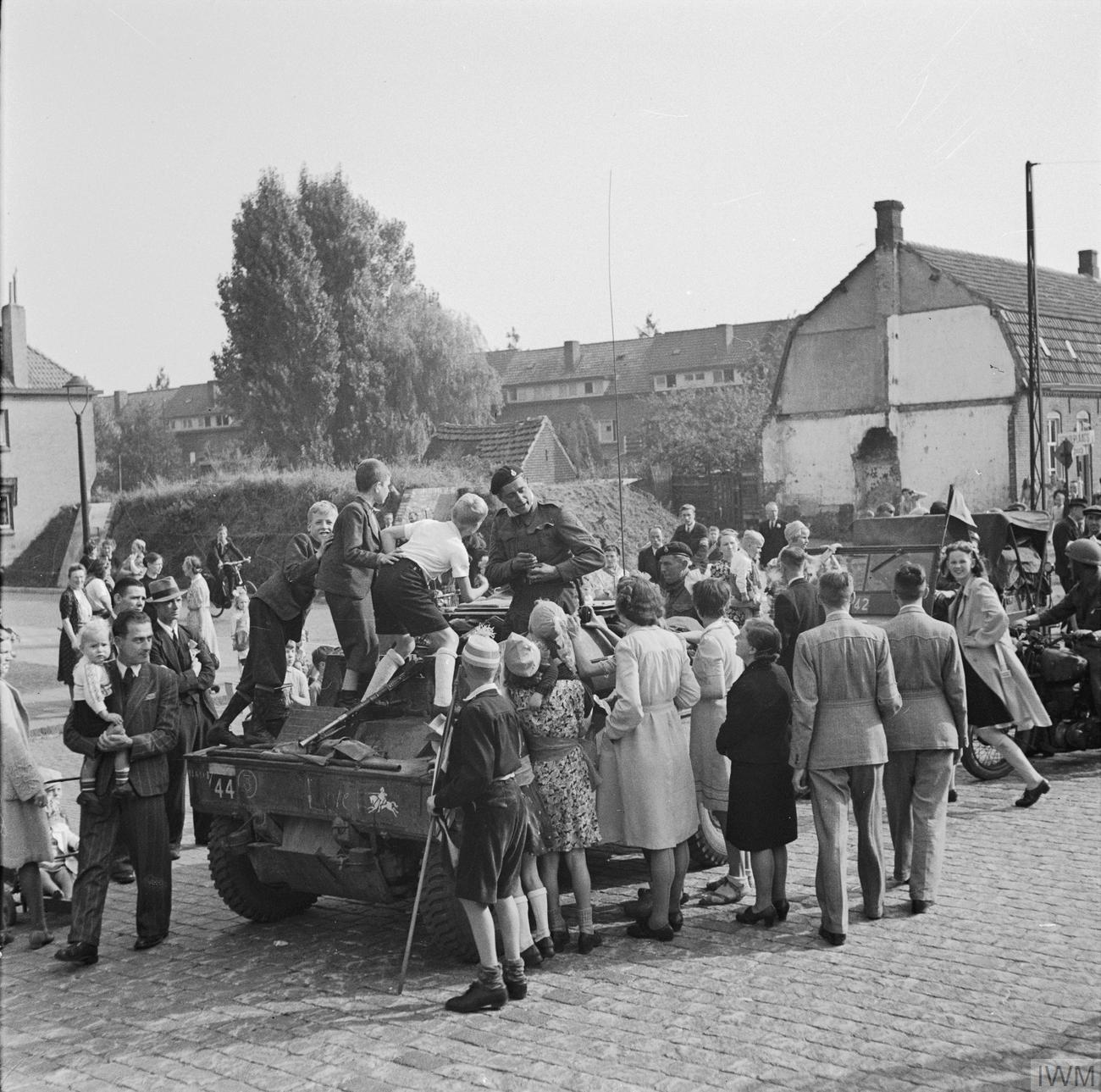
El Cuerpo XXX atravesando Grave durante la Operación Market Garden.

Market Garden dio inicio el domingo 17 de septiembre de 1944, siendo la mayor operación aerotransportada de la historia. Sin embargo, diversos factores, incluyendo clima adverso, mala planificación y una formidable e inesperada capacidad de reacción del enemigo alemán, convirtieron la operación en un fracaso que en vez de durar tres días, duró más de una semana con bajas catastróficas para el ejército aliado. El XXX Cuerpo avanzaba lentamente por una carretera que solamente permitía el paso de un tanque a la vez, por lo que la columna aliada era altamente vulnerable. Además, el avance sería eficiente solo en caso de que todos los puentes de la carretera estuvieran intactos, lo cual fue impedido por los alemanes en retirada. Ingenieros canadienses tuvieron que reemplazar los puentes por puentes Bailey portátiles en dos ocasiones.
El 23 de septiembre, cuando el XXX Cuerpo llegó finalmente a Arnhem con varios días de retraso, la 1.ª División Aerotransportada británica que había sido enviada a retener el puente ya había sido prácticamente destruida, con miles de soldados muertos o capturados por el enemigo. El puente de Arnhem estaba en manos alemanas. Después de varios intentos infructuosos por cruzar el Rin, lo único que el XXX Cuerpo pudo hacer fue rescatar a los soldados sobrevivientes, y emprender la retirada final hacia Nimega. Después del fracaso de Market Garden, el XXX Cuerpo se dedicó a defender el saliente que habían conseguido hasta Nimega. La defensa duró varias semanas, hasta que el ejército canadiense arribó a tiempo para capturar Arnhem.
Durante la batalla de las Ardenas, varias unidades del XXX Cuerpo se encargaron de retener los puentes sobre el río Mosa. El 27 de diciembre de 1944, el XXX Cuerpo presionó al II Cuerpo Panzer SS para que saliera de Celles. El 31 de diciembre, capturaron Rochefort.

## Comandantes
- Teniente general V.V.Pope
- Teniente general Charles Norrie
- Teniente general William Ramsden
- Teniente general Sir Oliver Leese
- Teniente general Gerard Bucknall
- Teniente general Brian Horrocks